# Agapanthida pulchella
Agapanthida pulchella (лат.) — вид жуков-усачей из подсемейства настоящих усачей. Распространён в Новой Зеландии. Вид был впервые описан в 1846 году.

## Описание
Жуки длиной около 13 мм. Тело покрыто бледно-серыми, несколько шелковистыми чешуйками. На шве около основания надкрылий расположено округлое чёрное пятно. Передняя часть их окаймлена плотными жёлтыми волосками, посередине надкрылий имеется неправильная черноватая перевязь, не доходящая до края и прерванная посередине.

## Экология
Кормовым растением личинок является сосна лучистая, Pinus muricata, Chamaecyparis lawsoniana, Dacrycarpus dacrydioides, Dacrydium cupressinum, Fuscospora truncata, Phyllocladus alpinus, Phyllocladus trichomanoides, Podocarpus laetus, Prumnopitys taxifolia.